# Université de Philadelphie
L’université de Philadelphie (en anglais : Philadelphia University) est une université privée américaine située à Philadelphie en Pennsylvanie. Fondée en 1884, elle possède un statut privé et compte 2 706 étudiants en premier cycle d'origines géographiques très diverses. Son président actuel[Quand ?] est Stephen Spinelli Jr.
Elle a fusionné en 2017 avec l'Université Thomas Jefferson.